# Jola jezici
Jola jezici (privatni kod: jola), jedna od tri granebakskih jezika iz Senegala i Gvineje Bisau, koju čine zajedno s jezicima balant-ganja i manjaku-papel. Sastoji se od dviju glavnih skupina jola vlastitih s 9 jezika i jezika bayot [bda], koji čini posebnu podskupinu bayot [bayt].
U prave jola vlastite jezike spadaju podskupine jola centralni (6) jezika, karon-mlomp (2) jezika i podskupina Kwatay sa (1) jezik kuwaataay [cwt] 

## Vanjske poveznice
- Ethnologue (14th)
- Ethnologue (15th)